# Ivan Herceg (cầu thủ bóng đá)
Ivan Herceg (phát âm tiếng Serbia-Croatia: [ǐʋan xěrtseɡ]; sinh ngày 10 tháng 2 năm 1990 ở Zagreb, SR Croatia, Nam Tư) là một cầu thủ bóng đá Croatia hiện tại thi đấu cho Gyeongnam FC.

## Sự nghiệp câu lạc bộ
Herceg thi đấu ở đội trẻ của Dinamo Zagreb và khởi đầu sự nghiệp tại đội bóng liên kết với Dinamo Zagreb là Lokomotiva. Trong mùa giải đầu tiên anh có 13 lần ra sân cho câu lạc bộ. Câu lạc bộ giành quyền thăng hạng và Herceg tiếp tục thi đấu trong câu lạc bộ mới của hạng đấu cao nhất.

## Thống kê sự nghiệp
Tính đến tháng 11 năm 2017
| Thành tích câu lạc bộ | Thành tích câu lạc bộ | Thành tích câu lạc bộ | Giải vô địch | Giải vô địch | Cúp         | Cúp         | Cúp Liên đoàn | Cúp Liên đoàn | Châu lục                                   | Châu lục                                   | Tổng cộng | Tổng cộng |
| Mùa giải              | Câu lạc bộ            | Giải vô địch          | Số trận      | Bàn thắng    | Số trận     | Bàn thắng   | Số trận       | Bàn thắng     | Số trận                                    | Bàn thắng                                  | Số trận   | Bàn thắng |
| Croatia               | Croatia               | Croatia               | Giải vô địch | Giải vô địch | Cúp Croatia | Cúp Croatia | Cúp Liên đoàn | Cúp Liên đoàn | Châu Âu                                    | Châu Âu                                    | Tổng cộng | Tổng cộng |
| --------------------- | --------------------- | --------------------- | ------------ | ------------ | ----------- | ----------- | ------------- | ------------- | ------------------------------------------ | ------------------------------------------ | --------- | --------- |
| 2008–09               | Lokomotiva            | Druga HNL             | 13           | 0            |             |             |               |               |                                            |                                            | 13        | 0         |
| 2009–10               | Lokomotiva            | Prva HNL              | 22           | 0            |             |             |               |               |                                            |                                            | 22        | 0         |
| Hàn Quốc              | Hàn Quốc              | Hàn Quốc              | Giải vô địch | Giải vô địch | Cúp FA      | Cúp FA      | Cúp Liên đoàn | Cúp Liên đoàn | Giải vô địch bóng đá các câu lạc bộ châu Á | Giải vô địch bóng đá các câu lạc bộ châu Á | Tổng cộng | Tổng cộng |
| 2016                  | Gyeongnam FC          | K League 2            | 22           | 0            |             |             |               |               |                                            |                                            | 22        | 0         |
| 2017                  | Gyeongnam FC          | K League 2            | 30           | 1            |             |             |               |               |                                            |                                            | 30        | 1         |
| Tổng cộng sự nghiệp   |                       |                       |              |              |             |             |               |               |                                            |                                            |           |           |